# Psalmopoeus
A Psalmopoeus egy nem a madárpókfélék (Theraphosidae) családjában. A nem őshazája Közép-, és Dél-Amerikában van, beleértve a Karib-térséget.
A nem fajait igen mérgezőnek tartják, a P. cambridgei mérgén végzett kutatások azt mutatják, hogy molekulája hasonló a kapszaicinéhoz, ami a csípős paprikák erejét adja.
2010 óta új alcsaládhoz tartozik, melynek ez a nem a névadója. Az új alcsalád a Psalmopoeinae.

## Életmód
A Psalmopoeus nem fajait általában falakó, azaz arborális életmódot folytató pókoknak tartják, ez azonban nem feltétlenül igaz. Sok fajnak csak annyi köze van a fákhoz, hogy azok gyökereit, mélyedéseit, illetve a kidőlt fákat használja élőhelyként, de nem mondható valódi fánlakónak.

## Tartás
A nem néhány faját, elsősorban a Psalmopoeus cambridgeit és Psalmopoeus irminia-t sokan tartják otthonukban hobbiállatként.
Tartásuk során ügyelni kell arra, hogy ezek falakó fajok, ezért természetes életterüket jobban utánozva, toronyterráriumra van szükségük. Trópusi fajok lévén magas hőmérsékletet és páratartalmat kell biztosítani számukra.

## A fajok listája
- Psalmopoeus cambridgei Pocock, 1895 — Trinidad
- Psalmopoeus ecclesiasticus Pocock, 1903 — Ecuador
- Psalmopoeus emeraldus Pocock, 1903 — Columbia
- Psalmopoeus intermedius Chamberlin, 1940 — Panama
- Psalmopoeus irminia Saager, 1994 — Venezuela
- Psalmopoeus langenbucheri Schmidt, Bullmer & Thierer-Lutz, 2006 — Venezuela
- Psalmopoeus plantaris Pocock, 1903 — Columbia
- Psalmopoeus pulcher Petrunkevitch, 1925 — Panama
- Psalmopoeus reduncus (Karsch, 1880) — Costa Rica
- Psalmopoeus victori Mendoza, 2014 — Mexikó